# Caen-9 (tổng)
Tổng Caen-9 là một tổng thuộc tỉnh Calvados trong vùng Normandie.
Tổng này được tổ chức xung quanh Caen ở quận Caen. Độ cao khu vực này dao động từ 2 m (Caen) đến 73 m (Caen) với độ cao trung bình 8 m. Tổng này là tổng duy nhất nằm ở hữu ngạn sông Caen, bao gồm các khu phố Vaucelles, Sainte-Thérèse, boulevard Leroy và Guérinière.

## Các đơn vị trực thuộc
| Xã   | Dân số      | Mã bưu chính | Mã insee |
| ---- | ----------- | ------------ | -------- |
| Caen | 113 987 (1) | 14000        | 14118    |

(1) một phần của xã.
Tổng này bao gồm các khu phố Guérinière, Vaucelles và Sainte Thérèse.